# Pedro de Escobar
Pedro de Escobar (Oporto, Portugal, circa 1465 – Évora, después de 1535) fue un compositor portugués del Renacimiento, que desarrolló su labor principalmente en España. Fue uno de los primeros y más diestros compositores de polifonía en la península ibérica, cuyas obras han sobrevivido.

## Vida
Nació en Oporto pero se desconocen los detalles de su vida hasta su entrada al servicio de Isabel de Castilla en 1489. Fue cantor en su capilla durante diez años, y también estuvo trabajando como compositor; era además el único miembro portugués de la capilla. En 1499 volvió a Portugal, pero en 1507 recibió una oferta de empleo en España, que aceptó, como maestro de capilla de la Catedral de Sevilla.
Mientras tanto tenía a su cargo a los chicos del coro, cuidando su alojamiento y comidas, además de tener que enseñarles a cantar; finalmente dimitió debido a su bajo salario. En 1521 estaba trabajando en Portugal como mestre da capela para el infante-cardenal Don Alfonso. Sin embargo, su carrera parece que terminó de mala manera; según se menciona en un documento de 1535, era alcohólico y vivía en la pobreza. Murió en Évora.

## Obra
Se conservan dos misas completas de Escobar, incluyendo un Réquiem (Missa pro defunctis), el primero de un compositor de Iberia, que ha sido editado en el año 2009 por Fidelio Música. También escribió el arreglo de un Magníficat, siete motetes (incluyendo un 
Stabat Mater), cuatro antífonas, ocho himnos y dieciocho villancicos. Su música era popular, como atestigua la aparición de copias en lugares lejanos; por ejemplo, escribas nativos copiaron dos de sus manuscritos en Guatemala. Su motete Clamabat autem mulier Cananea fue particularmente apreciado por sus contemporáneos y sirvió como fuente para piezas instrumentales de compositores posteriores.

## Confusión con Pedro do Porto
A mediados del siglo XX se lanzó la hipótesis de que Pedro de Escobar fuera el mismo autor de ciertas obras firmadas por Pedro do Porto, pero ya en el siglo XXI los estudios de Juan Ruiz Jiménez demostraron que se trata de dos autores distintos.